# Polystichum huae
Polystichum huae là một loài thực vật có mạch trong họ Dryopteridaceae. Loài này được H.S. Kung & L.B. Zhang miêu tả khoa học đầu tiên năm 1995.